# Otto Föppl
Otto Föppl (Leipzig, 6 de abril de 1885 – Sehnde, 19 de março de 1963) foi um engenheiro mecânico alemão, professor de mecânica técnica na Universidade Técnica de Braunschweig.

## Vida
Filho de August Föppl, estudou na Universidade Técnica de Munique, com estágios na Krauss-Maffei em Munique e MAN em Augsburgo. Obteve um doutorado em 1911 na Technische Hochschule Aachen com a tese Windkräfte an ebenen und gewölbten Platten. De 1909 a 1911 foi assistente de Ludwig Prandtl em sua Aerodynamische Versuchsanstalt em Göttingen. Na Primeira Guerra Mundial trabalhou em Wilhelmshaven no desenvolvimento de motores diesel dentre outros para submarinos. Foi de 1921 até aposentar-se em 1951 como professor da Universidade Técnica de Braunschweig.
Em 1949 foi eleito membro da Academia de Ciências de Braunschweig.
Em 1924/1925 Adolf Busemann foi seu assistente, que obteve nesta época seu doutorado, orientado por Otto Föppl. Ludwig Prandtl era seu cunhado.

## Publicações selecionadas
- Windkräfte an ebenen und gewölbten Platten Springer, Berlin 1911, OCLC 314136658.
- com August Föppl: Grundzüge der Festigkeitslehre. (= Teubners technische Leitfäden. 17) Teubner, Leipzig/Berlin 1923, OCLC 12888131.
- Grundzüge der Technischen Schwingungslehre. Julius Springer Verlag, Berlin 1923, 2. Auflage 1931, OCLC 1026996.
- com Adolf Busemann: Physikalische Grundlagen der Elastomechanik. in: Geiger, Scheel: Handbuch der Physik, Band 6. Springer, Berlin 1928, OCLC 499479509.
- com Heinrich Strombeck, Ludwig Ebermann: Schnelllaufende Dieselmaschinen. 4. Auflage, Springer 1929, OCLC 9967402.
- Eine neue Elastizitätstheorie, die sich auf die natürlichen Elastizitätskonstanten E und G stützt. (= Mitteilungen des Wöhler-Instituts Braunschweig  44. Wöhler-Institut, 1929) Vieweg, Braunschweig 1950, OCLC 720128639.